# Atemptat contra Joan Prim i Prats

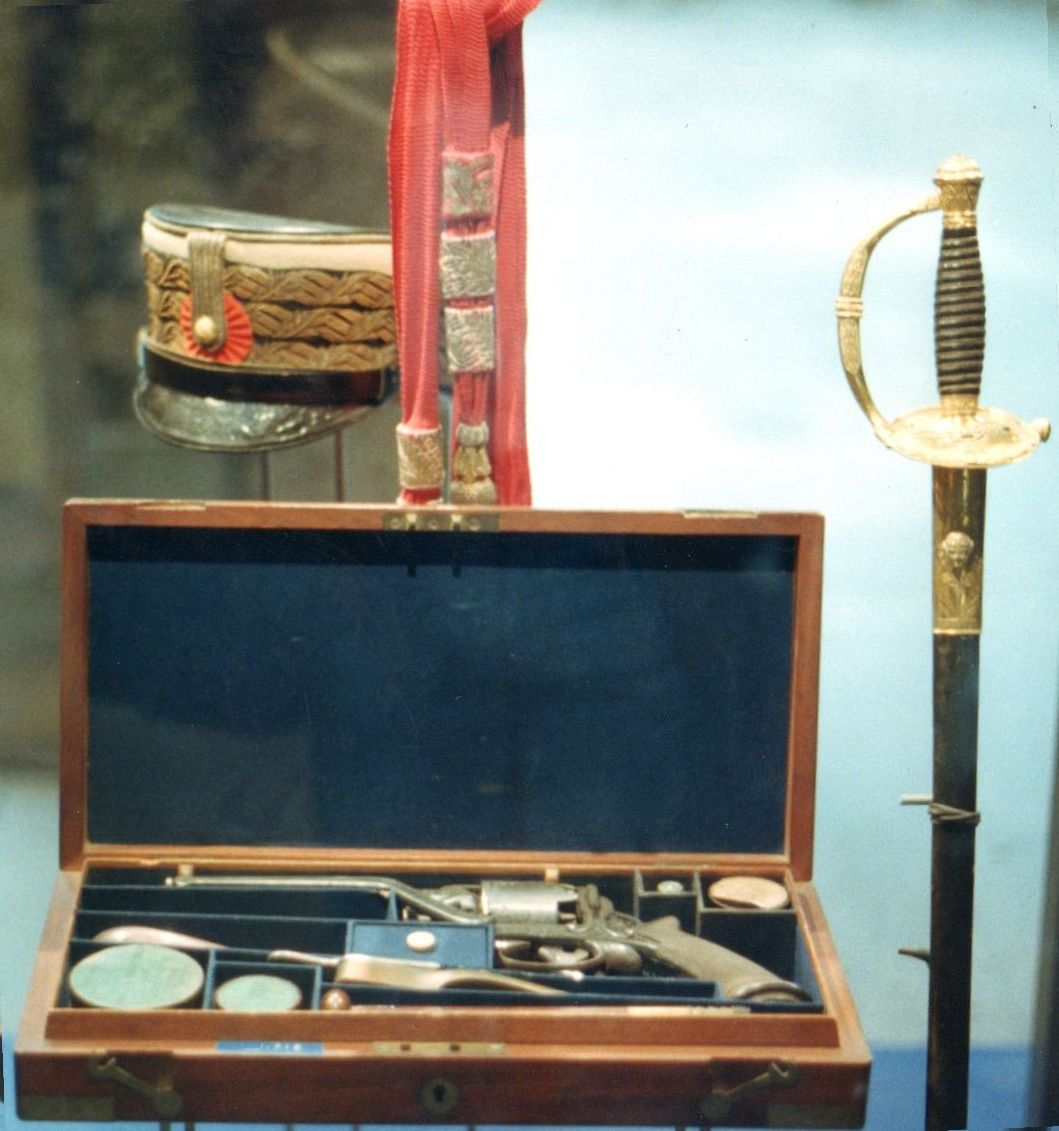
Ros, faixa militar i espasa del general Prim. Revòlver de percussió de l'època. En una exposició sobre Prim dels anys 1990s.

L'atemptat contra Joan Prim i Prats, conegut com a general Prim, va tenir com a conseqüència la seva mort.

## Descripció dels fets
Quan el cotxe de cavalls en què viatjava el general Prim amb Ángel González Nandín i el general Moya sortia del carrer del Turco (actualment carrer del Marqués de Cubas), a Madrid, tres cotxes bloquejaren al de Prim i uns individus armats amb trabucs varen obrir foc després d'encerclar el vehicle. Els trets varen ser a boca de canó sobre Prim i els dos altres ocupants. El general va rebre ferides a l'espatlla, el braç esquerre i la mà dreta, i la cara li va quedar plena de grans de pólvora, i ferint González Nandín.
Tot i que les ferides de Prim no eren massa greus, el fet que se l'infectessin li va provocar la mort tres dies després.
José Paúl y Angulo va dirigir l'escamot de republicans, instigat per Francisco Serrano y Domínguez, regent d'Espanya, o Antoni d'Orleans, el duc de Montpensier.